# Gamarada
Gamarada is een monotypisch geslacht van schimmels behorend tot de familie Hyphodiscaceae. Het bevat alleen Gamarada debralockiae.